# (9876) 1993 FY37
A (9876) 1993 FY37 a Naprendszer kisbolygóövében található aszteroida. Az UESAC program keretében fedezték fel 1993. március 19-én.